# Romuald Karmakar

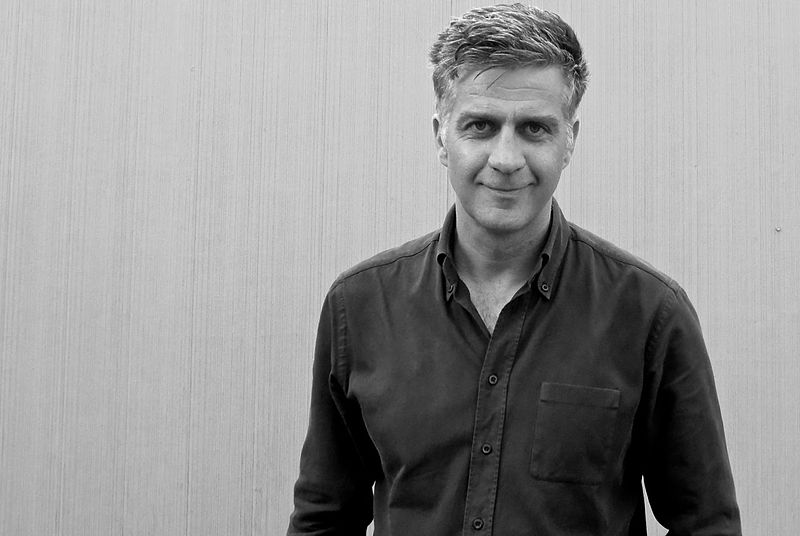
Romuald Karmakar (September 2012)

Romuald Karmakar (* 15. Februar 1965 in Wiesbaden) ist ein in Deutschland lebender Filmregisseur und Drehbuchautor. Er dreht vornehmlich Dokumentar-, aber auch Spielfilme.

## Leben und Werk
Karmakar ist der Sohn einer französischen Mutter und eines iranischen Vaters. Von 1977 bis 1982 lebte er in Athen, 1984 legte er in München am Oskar-von-Miller-Gymnasium das Abitur ab und begann ab Mitte der 1980er Jahre Dokumentar- und Spielfilme zu drehen. Seit 2009 ist er Mitglied der Akademie der Künste, Berlin.
1995 setzte Karmakar Götz George als Massenmörder Fritz Haarmann in dem Spielfilm Der Totmacher in Szene. 2008 drehte er das Segment über den Berghain-DJ Ricardo Villalobos für Volker Heises 24-stündiges Dokumentarfilmprojekt 24h Berlin – Ein Tag im Leben. Für das auf der Berlinale 2009 präsentierte Gemeinschaftsprojekt Deutschland 09 steuerte Karmakar den Kurzfilm Ramses bei.
2010 fand im Filmmuseum Wien eine Karmakar-Retrospektive statt, bei der auf Wunsch Karmakars auch Utopia von Sohrab Shahid Saless gezeigt wurde.
Romuald Karmakar gestaltete 2013 zusammen mit Ai Weiwei, Santu Mofokeng und Dayanita Singh den Deutschen Pavillon bei der Kunstbiennale von Venedig. Von 2012 bis 2013 war er Fellow am Radcliffe Institute for Advanced Study der Harvard University in Cambridge, Massachusetts. Im November 2014 erhielt er auf der 14. Preisverleihung der DEFA-Stiftung eine Auszeichnung für seine Verdienste im deutschen Film. 2017 nahm er an der documenta 14 teil.
Karmakar lebt und arbeitet in Berlin.

## Filmografie

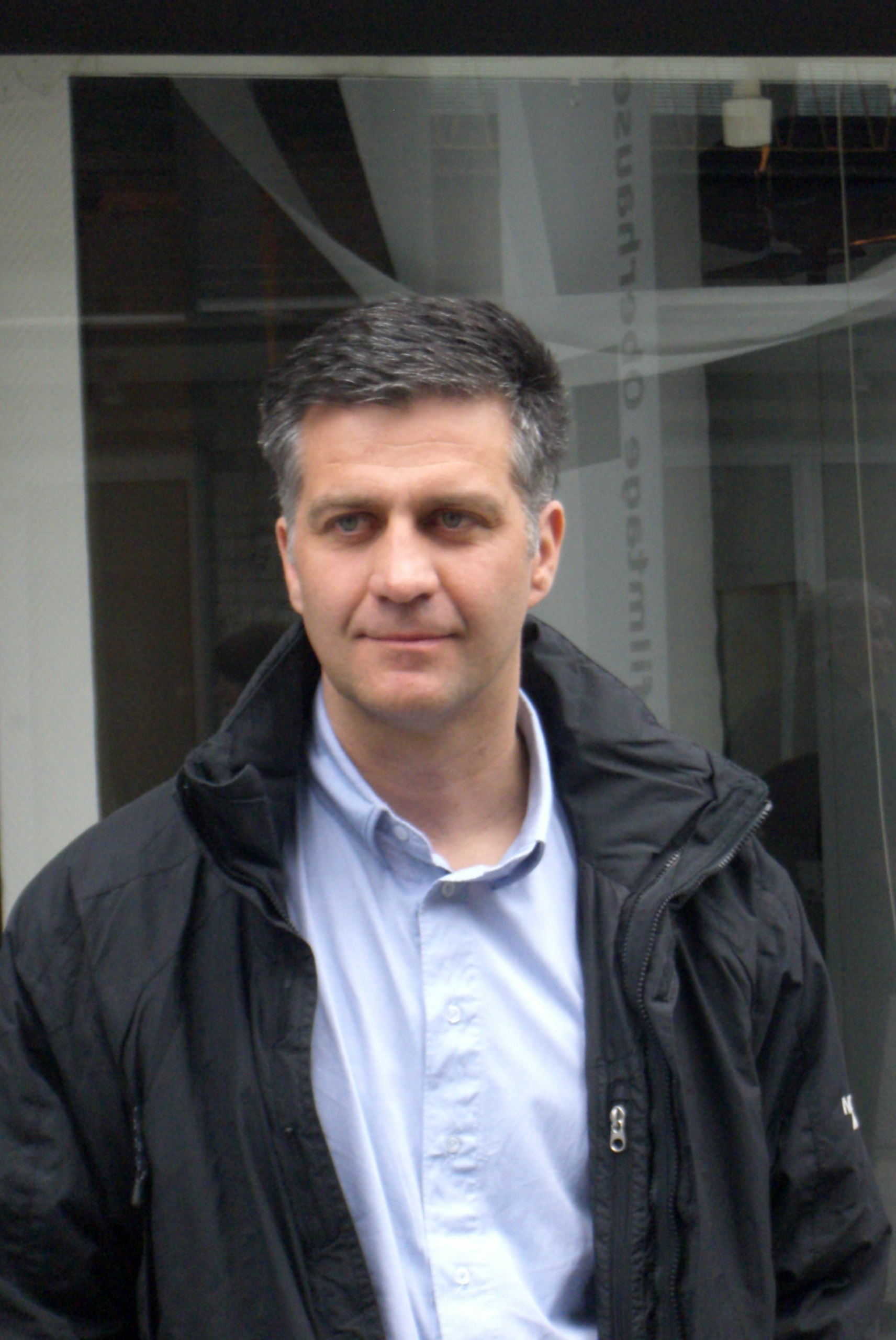
Romuald Karmakar bei den Internationalen Kurzfilmtagen Oberhausen 2009

- 1985: Eine Freundschaft in Deutschland
- 1987: Coup de boule
- 1988: Gallodrome
- 1988: Hellman Rider
- 1989: Hunde aus Samt und Stahl
- 1990: Sam Shaw on John Cassavetes
- 1991: Demontage IX – Unternehmen Stahlglocke
- 1992: Warheads
- 1994: Der Tyrann von Turin
- 1994: Infight
- 1995: Der Totmacher
- 1998: Das Frankfurter Kreuz
- 2000: Manila
- 2000: Das Himmler-Projekt
- 2003: Die Nacht von Yokohama
- 2003: 196 bpm
- 2004: Die Nacht singt ihre Lieder
- 2004: Land der Vernichtung
- 2005: Between the Devil and the Wide Blue Sea
- 2006: Hamburger Lektionen
- 2009: Ramses (auch als Segment in: Deutschland 09 – 13 kurze Filme zur Lage der Nation)
- 2009: Villalobos
- 2010: Ein Mann unseres Vertrauens: Ralf Otterpohl, Wasserspezialist
- 2010: Esel mit Schnee (Kurzfilm)
- 2011: Die Herde des Herrn
- 2012: Angriff auf die Demokratie – Eine Intervention
- 2017: Denk ich an Deutschland in der Nacht

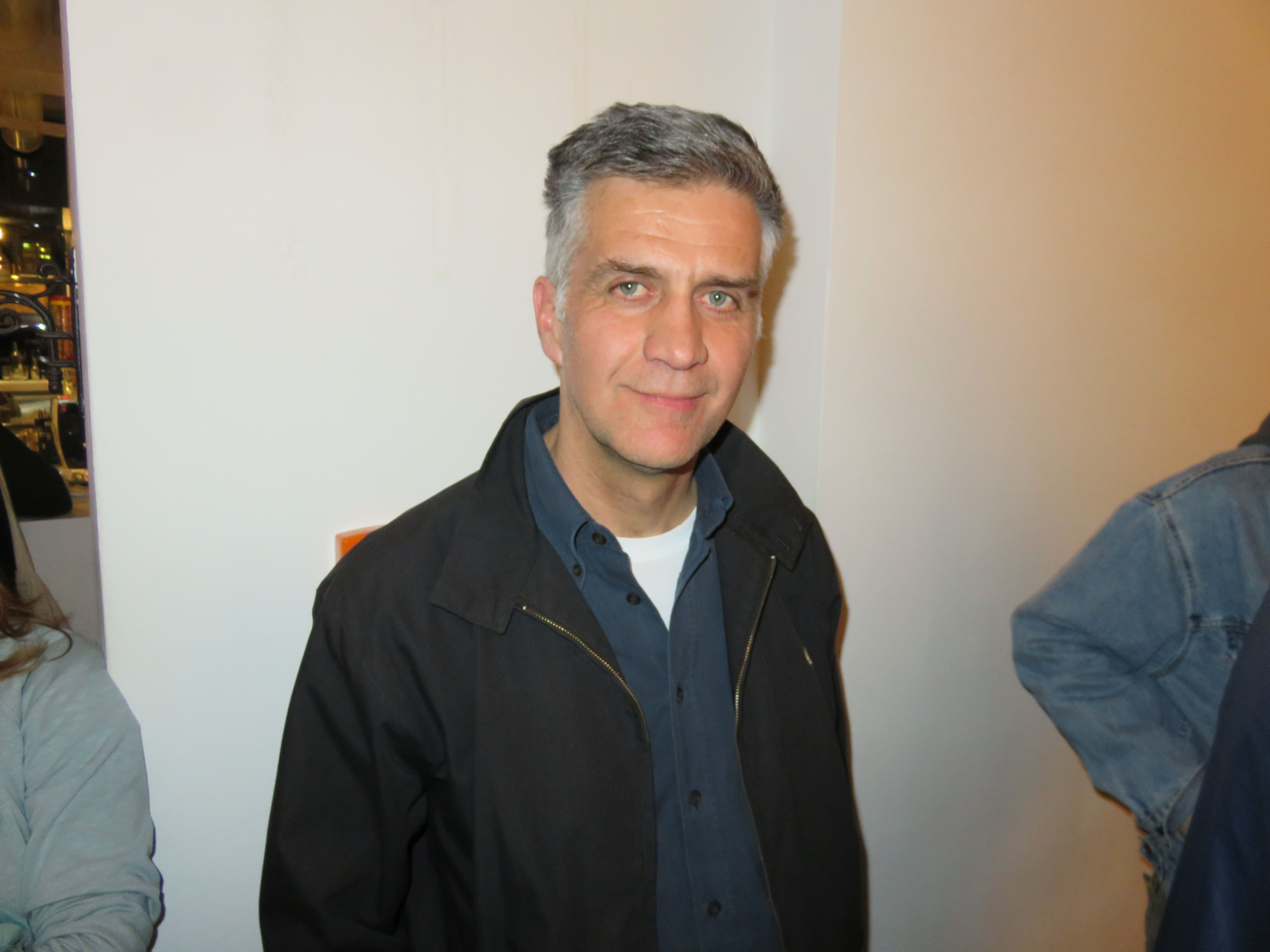
Romuald Karmakar im Frankfurter Künstlerhaus Mousonturm (2017)

- 2024: Der unsichtbare Zoo

## Hörspiele
- 1993: Nacht über Gospič (41 min; Uraufführung: 2. Juli 1993, BR)
- 1997: Das Warheads-Oratorium (mit Michael Farin, Kalle Laar, Zeitblom) 66 min; Uraufführung: 28. November 1997, BR Hörspiel und Medienkunst, CD intermedium rec. 006, ISBN 3-934847-12-9
- 2008: „Na, hören Sie doch mal auf zu grinsen!“ – Fragmente des Stammheim-Prozesses (51 min; Uraufführung: 23. November 2008, WDR)

## Auszeichnungen
- Bester Dokumentarfilm 2024 I Preis der deutschen Filmkritik I Der unsichtbare Zoo[9]

## Audios
- Mich interessiert nur meine Sicht der Dinge (MP3; 41,9 MB) Deutschlandfunk Feature 2. Juli 2013 von Aishe Malekshahi – Audio 1/2 Jahr online

### Eigene Onlineangebote
- Website von Romuald Karmakar
- Karmakars YouTube-Channel

### Bibliotheken und Datenbanken
- Literatur von und über Romuald Karmakar im Katalog der Deutschen Nationalbibliothek
- Romuald Karmakar bei IMDb
- Sammlung Romuald Karmakar / Pantera Film GmbH im Deutschen Filminstitut, Frankfurt am Main
- Romuald Karmakar bei filmportal.de
- Biographie und Filmographie auf kino-zeit.de

### Interviews und Presseberichte
- BANG BANG – Begegnungen mit Romuald Karmakar und seinen Filmen – Essay von Alexander Horwath auf sensesofcinema.com
- „Zweifel gehören zum Kino“ – Interview, taz vom 27. Juli 2002
- „Ich mag, wenn Sprache Kondensat wird“ – Interview, taz vom 19. Februar 2004
- Artikel über Hamburger Lektionen, La Gazette de Berlin (französisch)
- Les podcasts de la Sorbonne nouvelle, Interview video